# CNIH3
CNIH3 (англ. Cornichon family AMPA receptor auxiliary protein 3) – білок, який кодується однойменним геном, розташованим у людей на 1-й хромосомі. Довжина поліпептидного ланцюга білка становить 160 амінокислот, а молекулярна маса — 18 976.
| 10         |  | 20         |  | 30         |  | 40         |  | 50         |
| ---------- |  | ---------- |  | ---------- |  | ---------- |  | ---------- |
| MAFTFAAFCY |  | MLSLVLCAAL |  | IFFAIWHIIA |  | FDELRTDFKS |  | PIDQCNPVHA |
| RERLRNIERI |  | CFLLRKLVLP |  | EYSIHSLFCI |  | MFLCAQEWLT |  | LGLNVPLLFY |
| HFWRYFHCPA |  | DSSELAYDPP |  | VVMNADTLSY |  | CQKEAWCKLA |  | FYLLSFFYYL |
| YCMIYTLVSS |  |            |  |            |  |            |  |            |

A: Аланін

C: Цистеїн

D: Аспарагінова кислота

E: Глутамінова кислота

F: Фенілаланін

G: Гліцин

H: Гістидин

I: Ізолейцин

K: Лізин

L: Лейцин

M: Метіонін

N: Аспарагін

P: Пролін

Q: Глутамін

R: Аргінін

S: Серин

T: Треонін

V: Валін

W: Триптофан

Локалізований у клітинній мембрані, мембрані, клітинних контактах, синапсах.